# Göppinger Maientag

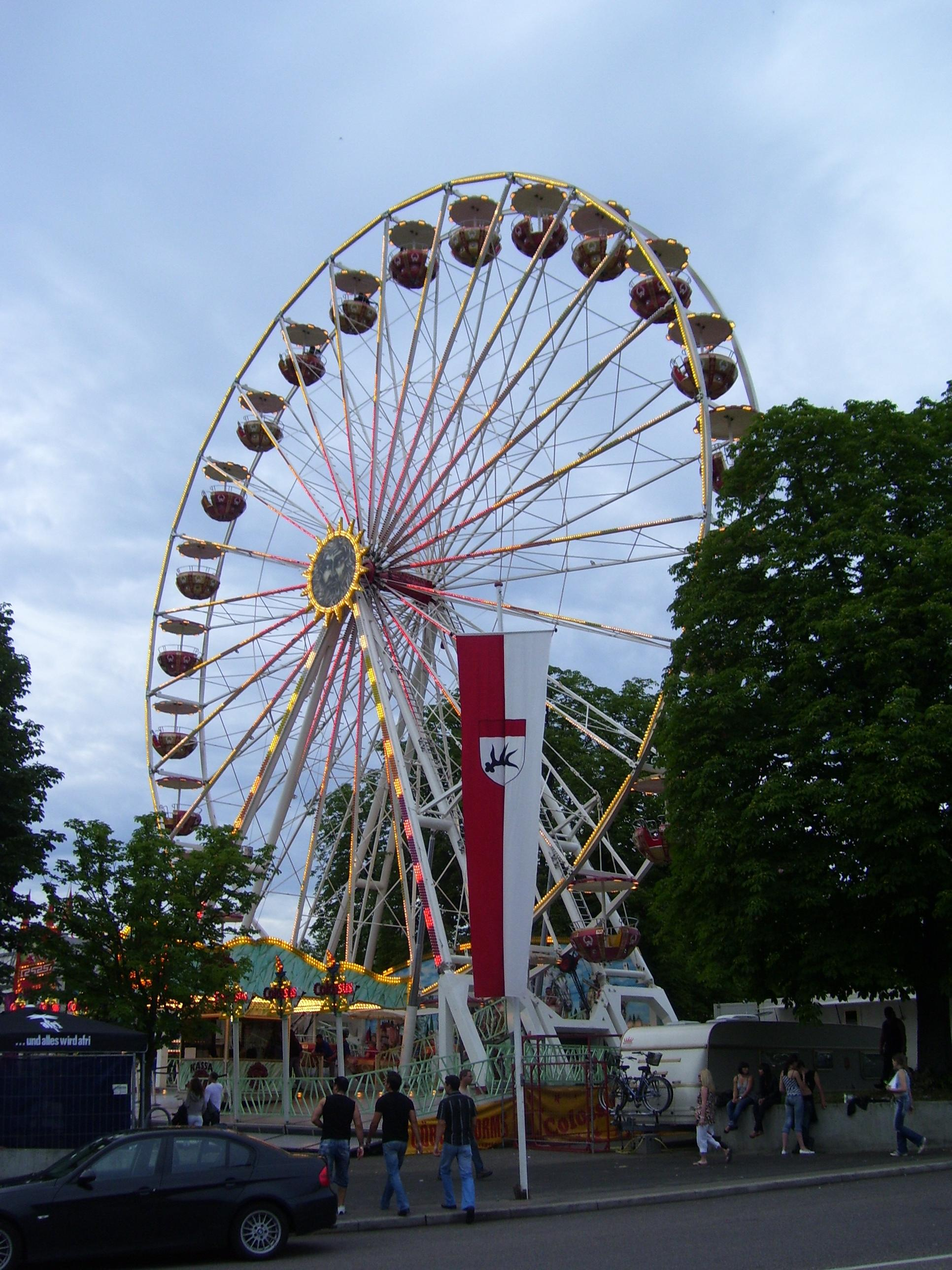
Riesenrad auf dem Maientag 2007

Der Göppinger Maientag ist ein alljährlich im Mai oder Juni um die EWS Arena (ehemals Hohenstaufenhalle) in Göppingen stattfindendes landesweit bekanntes Volksfest. Der Name des Festes leitet sich von blühenden Baumzweigen ab, die in der süddeutschen Mundart früher Maien genannt wurden, die wiederum wegen des Monats Mai so heißen. Der Göppinger Maientag dauert stets von Freitag bis Montag. Der genaue Termin wird jedes Jahr vom Göppinger Gemeinderat festgelegt. Dabei wird darauf geachtet, dass er weder in den Schulferien noch gleichzeitig mit dem Cannstatter Frühlingsfest noch an einem Feiertag (z. B. Pfingsten), stattfindet.
Der Maientag wird traditionell mit einem Festumzug der Göppinger Schulen und Vereine am Samstagvormittag durch die Göppinger Innenstadt eingeleitet. Der Umzug endet mit einem historischen Teil. Mehrere Wagen stellen die Geschichte Göppingens dar und Schüler tragen historische Kostüme, z. B. aus der Römer- oder Stauferzeit. Am Anfang des Umzugs nehmen Schulklassen satirisch aktuelle Themen auf, ähnlich wie in einem Faschingsumzug, dazwischen spielen verschiedene Musikvereine.
Obwohl der Göppinger Maientag ein relativ kleines Volksfest ist, wird ein für die Festgröße durchaus beachtlicher Vergnügungspark geboten.
Das Fest dauert an den Wochenenden bis Mitternacht und wird seit vielen Jahren mit einem Feuerwerk am Montagabend abgeschlossen.
Der Maientag fand zum ersten Mal am 11. August 1650 als Dankfest statt, um das Ende des Dreißigjährigen Krieges zu feiern. Bis auf wenige Jahre fand der Maientag jedes Jahr statt. Von 1940 bis 1946 wurde er wegen des Krieges nicht ausgerichtet, 2016 fand der Festumzug wegen Regens nicht statt und 2020 musste er aufgrund der Coronapandemie abgesagt werden.
2021 wurde der Maientag Corona-konform gefeiert, daher war der Umzug in kleine Gruppen aufgeteilt und die Maientagsrede wurde vom Oberbürgermeister Alexander Maier erstmals online abgehalten.

## Bilder

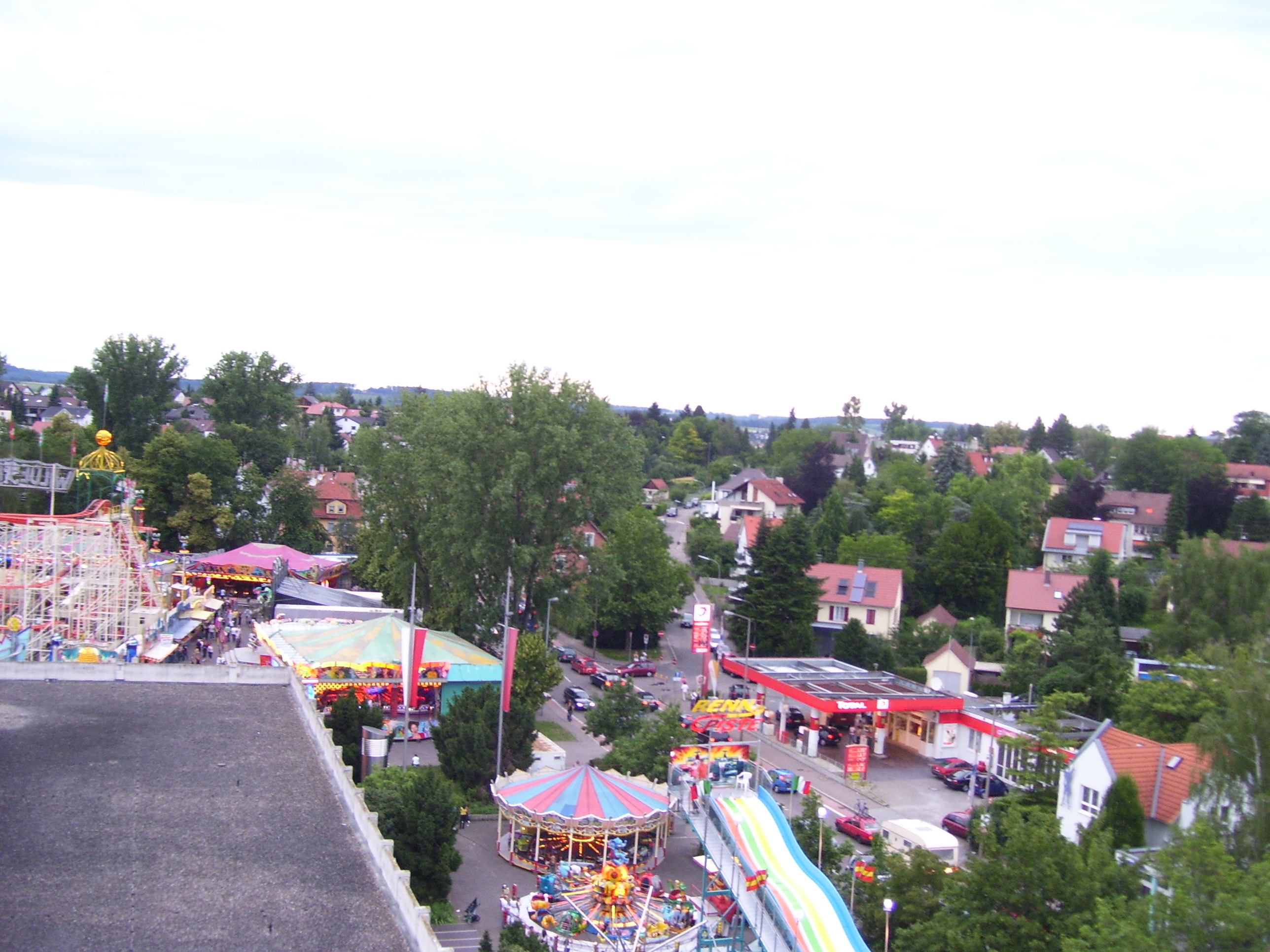
Der Vergnügungspark des Maientags 2007. Im Vordergrund die Hohenstaufenhalle (heute: EWS Arena)
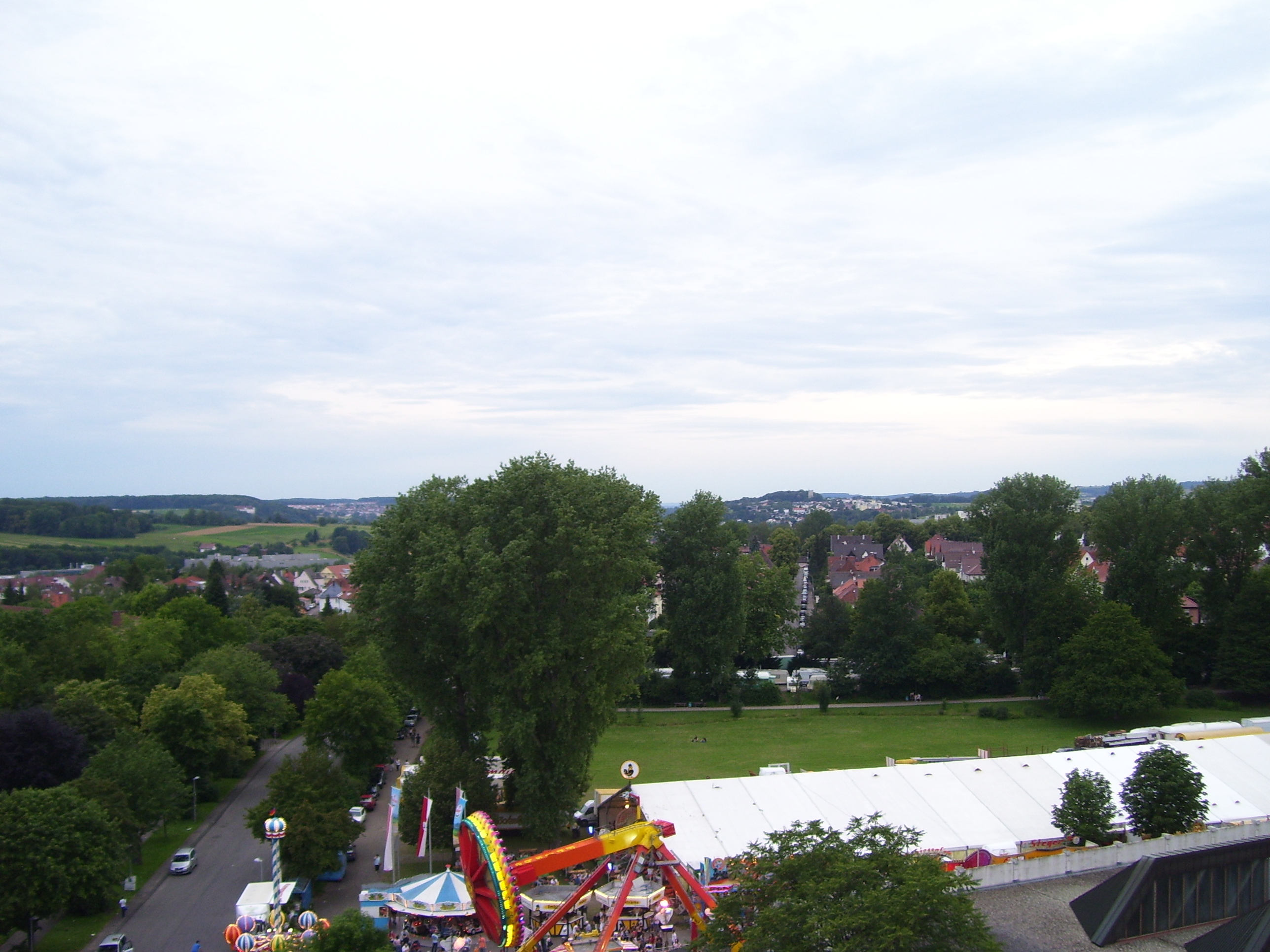
Das Festzelt auf dem Maientag 2007
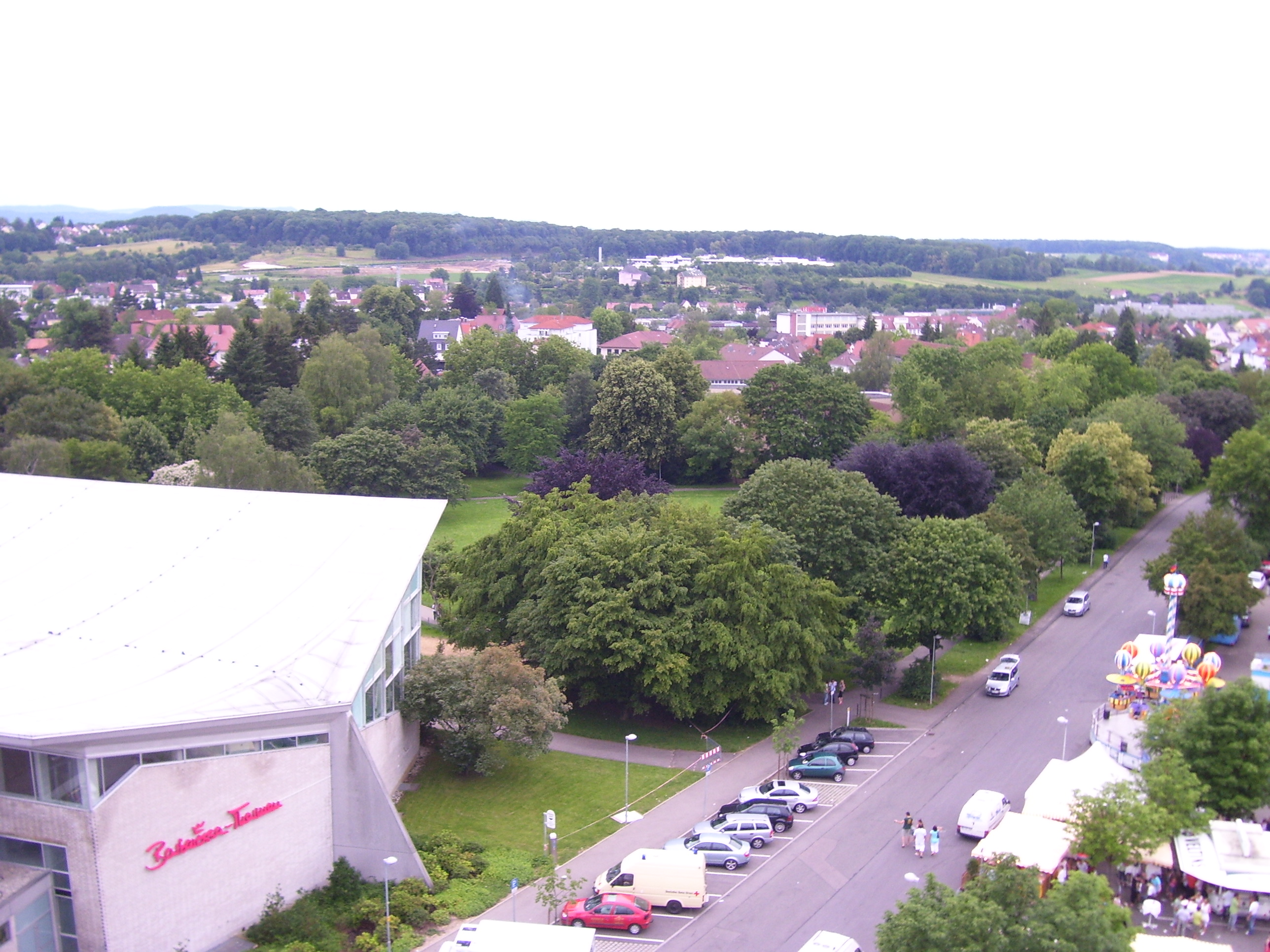
Stadtteil Reusch vom Riesenrad
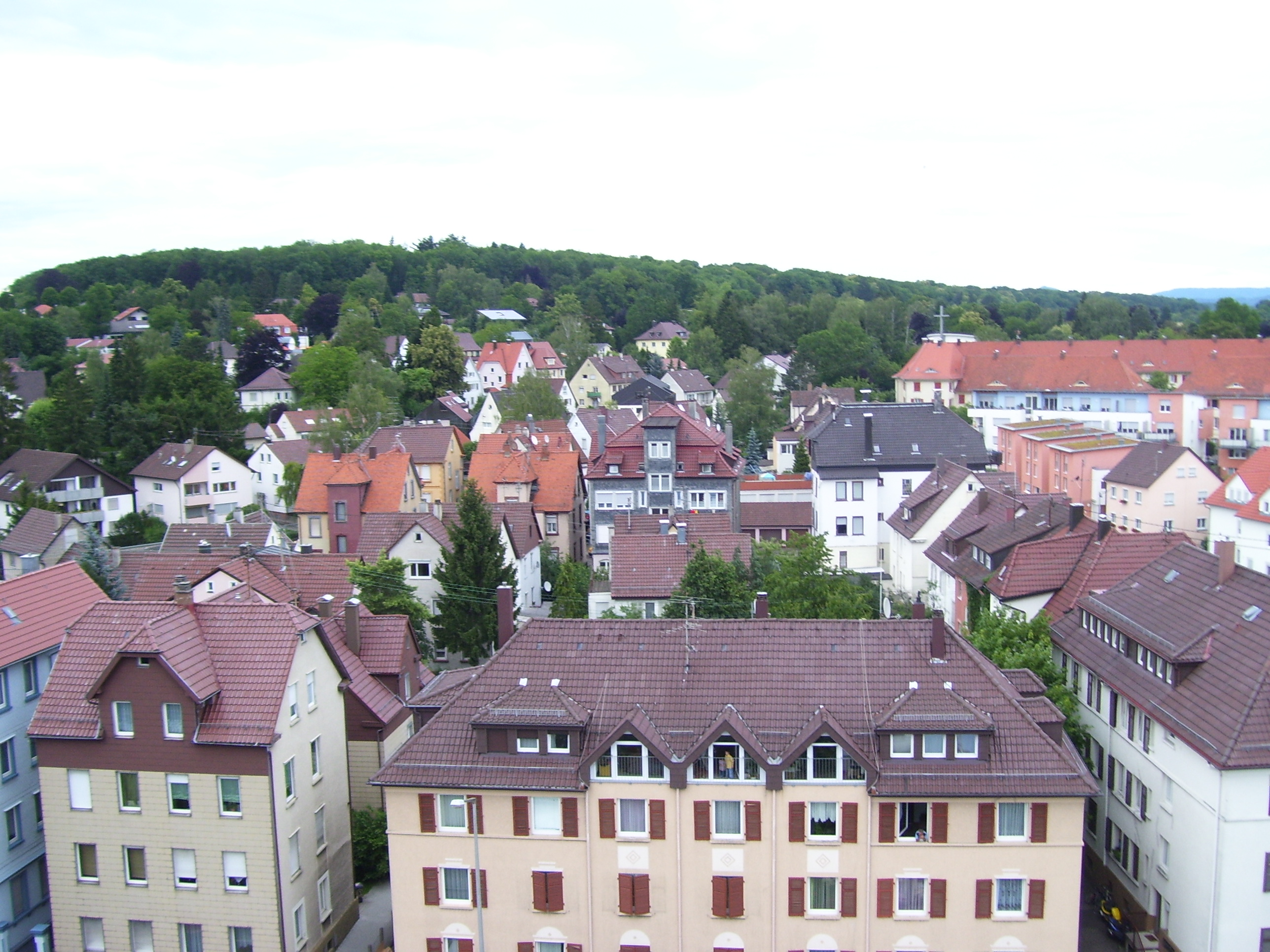
Das Wohngebiet in unmittelbarer Nähe des Festplatzes, fotografiert vom Riesenrad